# Transpiration liée au stress
La transpiration liée au stress est une réaction immédiate du corps face à des stimuli émotionnels tels que l'anxiété, le plaisir ou l'anticipation, ou bien encore la peur. Elle peut se déclencher sur toute la surface du corps mais se manifeste principalement au niveau du visage, sur la paume des mains, la plante des pieds et dans la région axillaire (aisselles). 

## Caractéristiques
Les caractéristiques les plus frappantes de la transpiration liée au stress sont sa rapidité de déclenchement (« poussée de sueur ») par rapport à un épisode de transpiration causé par la chaleur (= transpiration de refroidissement) et l'odeur corporelle plus marquée qu'elle provoque. Contrairement à la transpiration qui permet de réguler la température du corps, la transpiration émotionnelle peut se déclencher quelle que soit la température ambiante, dans des situations stressantes rencontrées au bureau, lors d'un rendez-vous, chez soi, etc.
La transpiration causée par le stress est souvent évoquée par le terme « sueurs froides ». La libération des hormones du stress que sont l'adrénaline et la noradrénaline provoque un resserrement des vaisseaux sanguins de la peau en faveur d'un apport de sang vers les muscles. La réduction de l'afflux sanguin vers la peau cause une diminution de la température de la peau, qui est également refroidie par l'évaporation de la sueur.
Le mécanisme est donc inverse à celui de la transpiration de régulation thermique, dans laquelle l'afflux de sang vers la peau augmente sous l'effet de la transpiration causée par la chaleur pendant l'effort, pour obtenir une perte de chaleur maximale.
Les antitranspirants aident à se protéger contre une transpiration excessive en limitant la quantité de sécrétions des glandes sudoripares. Pour certains antitranspirants, l'efficacité contre la transpiration liée au stress est spécifiquement testée en comparant des aisselles traitées avec le produit et des aisselles non traitées, dans des situations stressantes.

## Sur paume des mains et plante des pieds
Comme la transpiration qui permet de réguler la température du corps, la transpiration émotionnelle du visage, de la paume des mains et de la plante des pieds fait intervenir les glandes sudoripares eccrines. La transpiration émotionnelle de la paume des mains et de la plante des pieds est apparue au fil de l'évolution chez de nombreux mammifères, comme une réaction de lutte ou de fuite. Elle se déclenche naturellement, même chez les bébés.
Sur la paume des mains et la plante des pieds, la transpiration augmente le frottement et empêche ainsi de glisser s'il faut courir ou grimper pour échapper à une situation stressante. Les recherches scientifiques ont révélé que la transpiration sur la paume des mains et la plante des pieds est principalement causée par des stimuli émotionnels, par opposition à une température ambiante élevée.

## Aux aisselles
La transpiration émotionnelle dans la région axillaire fait intervenir à la fois les glandes sudoripares eccrines et apocrines.
Les glandes sudoripares apocrines se trouvent uniquement dans les régions axillaires, génitales et mammaires, à proximité des follicules pileux, et jouent un rôle essentiel dans la transpiration axillaire émotionnelle,.
Les glandes apocrines produisent un fluide qui contient des protéines, des lipides et des substances pouvant être métabolisées par les bactéries cutanées, créant ainsi les molécules volatiles à l'origine de l'odeur caractéristique de la sueur.  
Les odeurs apocrines peuvent jouer un rôle dans la communication non verbale, olfactive (basée sur les odeurs),,. La quantité d'eau supplémentaire sécrétée par les glandes eccrines dans la région axillaire contribue à diffuser les molécules odorantes sur la peau et les fibres capillaires, ce qui permet d'étendre la surface de diffusion pour une transmission maximale des signaux olfactifs.
Les glandes sudoripares eccrines et apocrines des aisselles réagissent fortement aux stimuli émotionnels et peuvent être activées par le système nerveux autonome et la présence d'hormones du stress dans la circulation sanguine (adrénaline),,,. Le stimulus nerveux atteint les glandes en quelques secondes seulement, en situation de stress par exemple.
Après une stimulation émotionnelle, les glandes axillaires réagissent rapidement en produisant un volume important de transpiration initiale, (jusqu'à 70 mg/min. par aisselle), soit bien plus que lors d'un début de transpiration thermique,.

## Tests diagnostiques
D'après Cox et MacKay, le stress est « un phénomène perceptif résultant d'une comparaison entre la sollicitation d'une personne et sa capacité à y répondre. Un déséquilibre entraîne un stress et une réponse au stress. » 
Pour tester les réactions aiguës au stress, il faut placer un sujet dans des situations de nouveauté, d'incertitude et de manque de contrôle, provoquant des sentiments de tension et de pression.   
Le Trier social stress test (TSST) (en) est actuellement l'outil de référence pour la mise à l'essai des réactions aiguës au stress, en conditions de laboratoire. Ce test place le sujet dans la situation d'un entretien professionnel fictif, lors duquel il doit tenir un discours sans notes et effectuer des calculs mentaux. Le rythme cardiaque du sujet est enregistré tout au long de l'entretien et les niveaux d'hormone du stress sont analysés avant et après l'entretien, afin de mesurer le degré de stress induit. En outre, des questionnaires psychologiques sont menés afin d'évaluer le niveau de stress perçu par la personne elle-même.
Cette procédure mesure la quantité de sueur produite dans la région axillaire ainsi que l'intensité des mauvaises odeurs dégagées. En comparant des aisselles traitées avec un produit et des aisselles non traitées, on peut évaluer l'efficacité d'un déodorant ou d'un antitranspirant en situation de stress.

## Soins antitranspirants
Comme expliqué précédemment, il existe deux principaux signes révélateurs d'une transpiration liée au stress :
1. Humidité du visage, de la paume des mains, de la plante des pieds et des aisselles
2. Mauvaises odeurs au niveau des aisselles

Il est possible d'éviter une transpiration excessive dans la région axillaire en utilisant des produits antitranspirants, qui réduisent la quantité de sécrétions des glandes sudoripares. La plupart des antitranspirants du marché contiennent des sels d'aluminium tels que le chlorohydrate d'aluminium, le sesquichlorohydrate d'aluminium ou le glycinate d'aluminium-zirconium. Le type de sel d'aluminium, sa concentration, le pH et la composition de la formule ont une grande influence sur l'efficacité de la diminution de la transpiration. 
Les antitranspirants efficaces réduisent également les mauvaises odeurs produites par les aisselles, pour les raisons suivantes :
1. L'humidité est nécessaire au développement des bactéries. Par conséquent, une réduction de l'humidité diminue le taux de développement des bactéries cutanées au niveau des aisselles.
2. Les sels d'aluminium et un faible pH (acide) limitent le développement bactérien et donc la production des composants des mauvaises odeurs.
3. L'humidité accroît le dégagement par la peau des molécules odorantes – moins d'humidité signifie donc moins de mauvaises odeurs.

En outre, les recherches scientifiques ont montré que les antitranspirants spécialement conçus à base de sels d'aluminium peuvent efficacement réduire l'humidité des aisselles et les odeurs désagréables en situation de stress. Les produits déodorants, quant à eux, se contentent de limiter le développement bactérien. Ils réduisent les mauvaises odeurs des aisselles mais n'ont aucun effet sur l'humidité dans cette zone.